# 3720 Hokkaido
3720 Hokkaido è un asteroide della fascia principale interna. Scoperto nel 1987, presenta un'orbita caratterizzata da un semiasse maggiore pari a 2,318967 UA e da un'eccentricità di 0,127477, inclinata di 6,789422° rispetto all'eclittica. Ha un diametro di 4,250 km, un periodo di rotazione di 4,79 ore e un'albedo di 0,563.
Fa parte della famiglia di asteroidi Vesta.
L'asteroide è dedicato all'omonima isola giapponese.